# 阿尔斯朗·阿布都克里木
阿尔斯郎·阿布都克里木（維吾爾語：ئارسلان ئابدۇكەرىم‎，拉丁维文：Arslan Abdukerim），著名新疆维吾尔族导演、演员。1985年毕业于北京电影学院表演系(本科)分配到天山电影制片厂，国家一级导演。在二十多部影视剧中担任导演，又在三十多部影视作品中担当主要角色。现居乌鲁木齐。

## 参加的影视作品所获奖项
1. 电影《花园街五号》荣获1984年度“政府奖”（现为华表奖）。
2. 电影《江南书剑情》《戈壁恩仇录》荣获1987年第八届巴黎国际妇女电影节最佳影片奖。
3. 电影《白玫瑰、红玫瑰》荣获“金鸡”最佳合拍片奖。
4. 电影《火焰山来的小鼓手》荣获柏林电影节儿童影片大奖。
5. 电视剧《热血狱警》荣获国家广电局、司法部第四届全国政法题材电视剧中篇二等奖。
6. 电视剧：《咱们的主任迪丽拜尔》荣获2003年新疆维吾尔自治区党委、新疆维吾尔自治区人民政府的首届《天山文艺奖》电视剧一等奖。此片已在中央电视台一套播出。
7. 二十集电视连续剧《兄弟》荣获得中宣部颁发的第九届“五个一工程”奖；荣获国家民委、国家广电总局、国家文化部、全国文联颁发的第十届全国少数民族题材电视“骏马奖”和荣获2006年新疆维吾尔自治区党委、新疆维吾尔自治区人民政府颁发的第二届“天山文艺奖”电视剧荣誉奖（二等奖）。
8. 二十集电视连续剧《苍茫天山》此片荣获中宣部颁发的第十届“五个一”工程奖；还荣获2006年8月新疆维吾尔自治区党委、新疆维吾尔自治区人民政府颁发的第二届“天山文艺奖”电视剧作品奖（一等奖）。
9. 电视剧《阳光不锈》荣获2006年8月新疆维吾尔自治区党委、新疆维吾尔自治区人民政府颁发的第二届《天山文艺奖》电视剧作品奖（一等奖）。
10. 电视剧《木卡姆往事》荣获中宣部颁发的“五个一”工程奖。

## 参加演出的主要影视作品
1. 天山电影制片厂拍摄的电影《浪人》（担任副导演）。
2. 在天山电影制片厂与香港联合拍摄的电影《白玫瑰、红玫瑰》担任副导演)。此片荣获“金鸡”最佳合拍片奖。
3. 在天山电影制片厂与香港联合拍摄的电影《断刀客》(担任副导演)。
4. 在香港银都机构拍摄的电影《江南书剑情》、《戈壁恩仇录》（导演许鞍华）担任执行导演。
5. 电视剧《兄弟》（演戏兼执行导演）。
6. 电视剧《女儿河畔的姑娘们》（导演）。
7. 电视剧《热血预警》（导演）。
8. 电影《苍天作证》（导演）。
9. 电影《葡萄熟了》（导演）。
10. 电视剧《支柱》（导演）。
11. 电视剧《阳光不锈》（导演）。
12. 电视剧《雪域昆仑》（导演）。
13. 电影《花园街五号》（饰演奥利弗）。
14. 电影《一代枪王》（饰演柯林德）。
15. 电影《都是为了爱》（饰演父亲）。
16. 电影《相爱无期》（饰演画家）。
17. 电影《火焰山来的鼓手》（饰演父亲阿布力孜）。
18. 电视剧《异国情思》（饰演乌尔科夫）。
19. 电视剧《天山紧急行动》（饰演亚力坤）。
20. 电视剧《雪豹行动》（饰演阿里木）。
21. 电视剧《苍茫天山》（饰演白俄伊万）。
22. 电视剧《木卡姆往事》（饰演库尔班）。
23. 电视剧《西游记》（张纪中版）（饰演玉华国王）。
24. 电影《风雪狼道》（地区公安处长）。
25. 电影《西域大都护》（饰演车师王）。
26. 电影《娜娜》（饰演毛兰江的父亲吾麦尔）。